# Tejido conectivo reticular
El tejido conectivo reticular es un tipo de tejido conectivo con una red de fibras reticulares, hecho de colágeno tipo III (retículo = red). Las fibras reticulares no son exclusivas del tejido conectivo reticular, pero solo en este tipo son dominantes.
Las fibras reticulares son sintetizadas por fibroblastos especiales llamados células reticulares. Las fibras son estructuras delgadas ramificadas. 

## Ubicación
El tejido conectivo reticular se encuentra alrededor del riñón, el hígado, el bazo y los ganglios linfáticos, los parches de Peyer y la médula ósea.

## Función
Las fibras forman un esqueleto blando (estroma) para sostener los órganos linfoides (células del estroma de los ganglios linfáticos, la médula ósea roja y el bazo). 
El tejido adiposo se mantiene unido por fibras reticulares. 

## Tinción
Se pueden identificar en histología al teñir con un metal pesado como la plata o la tinción PAS que mancha los carbohidratos. Gordon y Gold también se pueden usar. 

## Apariencia
El tejido conectivo reticular se asemeja al tejido conectivo areolar, pero las únicas fibras en su matriz son fibras reticulares, que forman una red delicada a lo largo de la cual se encuentran dispersos los fibroblastos llamados células reticulares. Aunque las fibras reticulares están ampliamente distribuidas en el cuerpo, el tejido reticular está limitado a ciertos sitios. Forma un estroma similar a un laberinto (literalmente, "cama o" colchón "), o estructura interna, que puede soportar muchas células sanguíneas libres (principalmente linfocitos) en los ganglios linfáticos, el bazo y la médula ósea roja. 

## Clasificación
Hay más de 20 tipos de fibras reticulares. En el tejido conectivo reticular tipo III la fibra colágeno/reticular (100-150 nm de diámetro) es el principal componente de fibra. Forma el marco arquitectónico del hígado, tejido adiposo, médula ósea, bazo y membrana basal, por nombrar algunos. 